# As Dez Mais
As Dez Mais é um álbum tributo da banda brasileira de rock Titãs. Lançado em 1999 e produzido por Jack Endino, homenageia alguns de seus artistas preferidos. Em 2001, havia vendido 400 mil cópias. É o último álbum de estúdio com o guitarrista Marcelo Fromer, que morreu em 2001.

## Conteúdo
O repertório, em sua maioria, se estendeu a versões de canções das mais diferentes gerações e vertentes da música pop brasileira. Músicas de grupos contemporâneos dos Titãs foram incluídas no disco, como "Ciúme", de 1985 do Ultraje a Rigor e "Sete Cidades", da Legião Urbana. Outras canções da geração "anos 80" interpretadas pelo grupo foram "Rotina", da banda punk paulistana Inocentes (cujo EP Pânico em SP, que contém a versão original da música, fora produzido por Branco Mello em 1986) e "Um Certo Alguém", de Lulu Santos. A geração da década de 1990 se fez presente na regravação de "Pelados em Santos", hit de 1995 dos Mamonas Assassinas. A década de 1960 foram relembrados com covers de "Querem Acabar Comigo", de Roberto e Erasmo Carlos e de "Fuga Número Dois", d'Os Mutantes. E, por fim, a década de 1970 esteve presente no repertório com interpretações de "Gostava Tanto de Você" (composição de Edson Trindade e mais tarde interpretada por Tim Maia, morto em 1998) e "Aluga-se", de Raul Seixas. A exceção ficou por conta da regravação de "Circo de Feras", tema de 1987 da banda portuguesa Xutos & Pontapés, com quem os Titãs dividiram shows quando os brasileiros excursionaram por Portugal nas décadas de 1980 e de 1990.

## Faixas
| N.º            | Título                  | Compositor(es)                                | Vocais principais            | Duração |  |
| 1.             | "Gostava Tanto de Você" | Edson Trindade                                | Branco Mello                 | 3:59    |  |
| 2.             | "Sete Cidades"          | Dado Villa-Lobos, Renato Russo, Marcelo Bonfá | Sérgio Britto                | 3:26    |  |
| 3.             | "Circo de Feras"        | Tim (Xutos & Pontapés)                        | Nando Reis                   | 3:50    |  |
| 4.             | "Rotina"                | Clemente, Marcelino                           | Branco Mello                 | 3:19    |  |
| 5.             | "Querem Acabar Comigo"  | Roberto Carlos                                | Sérgio Britto                | 3:39    |  |
| 6.             | "Fuga nº II"            | Rita Lee, Arnaldo Baptista, Sérgio Dias       | Paulo Miklos                 | 4:35    |  |
| 7.             | "Pelados em Santos"     | Dinho                                         | Nando Reis e Branco Mello    | 3:29    |  |
| 8.             | "Um Certo Alguém"       | Lulu Santos, Ronaldo Bastos                   | Paulo Miklos                 | 3:21    |  |
| 9.             | "Ciúme"                 | Roger Moreira                                 | Nando Reis                   | 4:06    |  |
| 10.            | "Aluga-se"              | Raul Seixas, Cláudio Roberto                  | Sérgio Britto e Paulo Miklos | 3:20    |  |
| Duração total: | Duração total:          | Duração total:                                | Duração total:               | 37:04   |  |

## Recepção
| Críticas profissionais | Críticas profissionais |
| Avaliações da crítica  | Avaliações da crítica  |
| Fonte                  | Avaliação              |
| ---------------------- | ---------------------- |
| AllMusic               | [ 3 ]                  |
| Folha de S.Paulo       | [ 4 ]                  |

Escrevendo para a Folha, Lúcio Ribeiro rechaçou o disco, dizendo que ele era mais uma jogada comercial da banda que "parece que desistiu para sempre de compor material novo para encher um álbum". Disse também que o grupo "dizimou" todas as dez faixas do disco, transformando "Rotina" em um "ska sem graça" e tirando o deboche de "Pelados em Santos".

### Posicionamento da banda e de Jack Endino
Os membros Branco Mello (vocal), Nando Reis (vocal, baixo) e Sérgio Britto (vocal, teclados) comentaram: "Desde 'Sonífera Ilha', música que foi feita para estourar, brincam com a gente. Nós queremos ser galã de TV. (...) Não existe o sujeito que faz música só para vender. Primeiro, fazemos música para o nosso entretenimento (...) Isso é independente da nossa vontade. Fazemos um produto de consumo. Todo mundo tem o direito de dizer o que quiser, mas, para nós, a prioridade é artística".
Mais tarde, em 2022, já fora da banda, Nando admitiu que o disco veio num momento de "saturação" do grupo, que surfava na onda do sucesso dos dois lançamentos anteriores, e analisou que participou de forma "preguiçosa" da obra.
O produtor Jack Endino, por sua vez, afirmou que há elementos pop nos dois álbuns anteriores do grupo, os sucessos comerciais Acústico MTV e Volume Dois, e em todos os sete álbuns anteriores ao Titanomaquia (primeiro álbum da banda produzido por ele). Ele disse ainda:
| “ | Sou um rockeiro, mas gosto bastante de músicas boas. Se uma música tem boa pegada e boas letras, ritmos, energia, inteligência e emoção, então não é necessário que ela tenha uma 'muralha de guitarras'. De qualquer maneira, o conceito para as 'As Dez Mais' não foi ideia minha. Fiz o melhor álbum que pude, considerando que não eram músicas dos Titãs. Eu te digo que ainda fico bastante feliz com a forma como este álbum soa. Eu não queria as 'cordas' adicionadas às músicas, não foi minha ideia, mas o Eumir Deodato fez um bom trabalho, especialmente em 'Fuga 2'. Como um fã de Titãs, eu teria preferido novas composições deles, mas não era o que a banda queria na época. | ” |

## Créditos
Adaptados do encarte:

### Titãs
- Branco Mello - vocal
- Paulo Miklos - vocal, harmônica, bandolim, banjo e vocais de apoio
- Nando Reis - vocal e baixo
- Sérgio Britto - voz, órgão, piano acústico, Mellotron, Wurlitzer e vocais de apoio
- Marcelo Fromer - violão e guitarra
- Tony Bellotto - violões de 6 e 12 cordas e guitarras de 6 e 12 cordas
- Charles Gavin - bateria

### Participações especiais
- Jack Endino - baixo ("Um Certo Alguém"), programação e bateria eletrônica ("Fuga NºII"), guitarra e backing vocals ("Aluga-se")
- Eumir Deodato - regência (em Nova York)

### Músicos convidados
- Eduardo Morelenbaum: regência (no Rio de Janeiro)
- Ricardo Imperatore - percussão

Violinistas
- Paschoal Perrota (também responsável pela arregimentação)
- Antonella "Fievel" Pereschi
- Bernard Besslerc
- Joyce Hammann
- N. Cenovia Cummins
- Ricardo Amado
- Robert Shaw
- Todd Reynolds

Violoncelistas
- Cassia Menezes
- Marcio Malard
- Maxine Newman
- Richard Lucker

Violistas
- Jesuína Passarotto
- Ron Lawrence
- Ronald Carbone

Sopros/metais
- Daniel Garciua - saxofone, flauta, solo de saxofone em "Gostava Tanto de Você"
- Stuart Mac Donald - sax tenor
- Roberto Marques - trombone
- Dave Marriot - trombone
- Altair Martins - trompete e flugel
- Jim Sisko - trompete

### Pessoal técnico
- Arranjos de base: Jack Endino e Titãs
- Arranjos de cordas e metais: Eumir Deodato (exceto "Rotina" e "Ciúmes", por Titãs e Jack Endino)
- Estúdios: Iron Wood Studios (Seattle), Hanzeck Audio (Seattle), Avatar Studios (Nova Iorque|NY), Ar Estúdio (RJ), Blue Studio (RJ) e ARP Estúdio (SP)
- Produção executiva: Charles Gavin
- Direção artística: Tom Capone
- Engenharia de gravação (Seattle): Jack Endino e Kip Beelman
- Assistentes de gravação (Seattle): Donn Devore, Kip Beelman e Floyd Reitsma
- Engenharia de gravação (NY): Álvaro Alencar
- Assistentes de gravação (NY): Gregg Gasperino
- Engenharia de gravação (RJ): Álvaro Alencar
- Assistentes de Gravação (RJ): André Rattones e Luciano Tarta
- Engenharia de gravação (SP): Roberto Marques
- Assistente de gravação (SP): Nelson Damascena
- Mixagem: Studio X (Seattle)
- Engenharia de mixagem: Jack Endino
- Assistente de mixagem: Sam Hofstedt
- Engenharia de masterização: George Marino e Jack Endino (no Sterling Sound, NY)
- Coordenação gráfica: Silvia Panella
- Capa: Desenho Brasa
- Fotos: Rochelle Costi
- Assistente de fotos: Marcelo Zochio
- Figurino: Cristiane Mesquita e Lilian Varella
- Roadies: Sérgio Molina, Sombra Jones e Viça